# Kōji Aihara
Kōji Aihara (相原コージ, Aihara Kōji) est un mangaka né le 3 mai 1963 à Noboribetsu, dans la préfecture de Hokkaidō au Japon. Il écrit des seinen manga.

## Biographie
Kōji Aihara est né le 3 mai 1963  à Noboribetsu, petite ville située au sud de l'île de Hokkaidō. Il fait ses études secondaires au lycée de Muroran puis part à Tokyo pour étudier les techniques du manga à l'Institut Nihon Designer. En 1983, Il fait ses débuts en tant que mangaka avec le manga Hachigatsu no nureta pantsu prépublié dans le magazine seinen Weekly Manga Action de l'éditeur Futabasha. Il fait par la suite de nombreux mangas comiques comme Gag magedon dont on ressent l'inspiration du mangaka Mikio Igarashi. Il étonne par son approche radical et expérimental comme le yonkoma Koujien ou encore Katte ni shiro kuma (1986-1989). De 1986 à 1989, il est l'auteur avec le mangaka Kentarō Takekuma du manga parodique Saru demo egakeru manga kyōshitsu.

### Vie privée
Il est marié avec la mangaka Tomoe Morozumi (両角ともえ, Morozumi Tomoe),.

## Œuvre
- 1983 : Hachigatsu no Nureta Pantsu, pré publié dans le magazine Weekly Manga Action Magazine
- 1985 : GagMageDon (ぎゃぐまげどん?) ; publié chez Futabasha[BU 1],[4].
- 1986 :
  - Bunka Jinrui Gag (文化人類ぎゃぐ?), parodie de dictionnaire japonais ; 1 volume publié entre 1985 et 1988 chez Futabasha[BU 2],[5].
  - Katte ni Shirokuma (かってにシロクマ?), pré publié dans le magazine Manga Action ; 6 volumes publiés chez Futabasha[BU 3].
  - Kami no Miezaru Kintama (神の見えざる金玉?) ; publié chez Futabasha[BU 4],[6].
- 1987 : Kōji en (コージ苑?), pré publié dans le magazine  Big Comic Spirits ; 3 volumes publiés chez Shogakukan[BU 5].
- 1990 : Even a Monkey Can Draw Manga (サルでも描けるまんが教室, Saru Demo Kakeru Manga Kyōshitsu?) avec Kentarō Takekuma, pré publié dans le magazine Big Comic Spirits ; 3 volumes publiés chez  Shōgakukan[BU 6].
- 1993 : Mujina (ムジナ?), pré publié dans le magazine Young Sunday ; 9 volumes publiés chez Shogakukan[BU 7].
- 1998 : 一齣漫画宣言[7]
- 2002 :
  - Moni Moni (もにもに?) ; 2 volumes publiés chez Shogakukan[BU 8].
  - Manka (漫歌?) ; 2 volumes publié chez Shogakukan[BU 9],[8].
- 2005 : Shin Ishu Kakutō Taisen (真・異種格闘大戦?), pré-publié dans le magazine Manga Action ; 10 volumes publiés chez Futabasha[BU 10].
- 2007 : Aihara Kōji Jikken Gyagu Tanhenshū (相原コージ実験ギャグ短編集?) ; 1 volume publié chez Futabasha[BU 11].
- 2011 :
  - Shimoneta de Kangaeru Gakumon (下ネタで考える学問?), pré-publié dans le magazine Manga Action ; 1 volume publié chez Futabasha[BU 12].
  - Z (Z~ゼット~, Z ~ Zetto ~?), pré-publié dans le magazine Manga Goraku puis Goraku Egg ; 3 volumes (en cours) publiés chez Nihon Bungeisha[BU 13].
- 2017 : Ai no Babiron (愛のバビロン?), pré-publié dans le magazine Goraku Egg ; 2 volumes (en cours) publiés chez Nihon Bungeisha[BU 14].
- ? :
  - Naniga Omoroino? (なにがオモロイの？?), pré publié dans le magazine J-Comi[BU 15].
  - Yorinuki Katte ni Shirokuma (よりぬきかってにシロクマ?) ; publié chez Futabasha[BU 16].

### Collectif
- 1995 : Tsutsui Manga Tokuhon (筒井漫画涜本?) ; 1 volume publié chez Jitsugyo no Nihon Sha[BU 17].
- 2006 : Chō Kochikame (超こち亀?) ; 1 volume publié chez Shueisha[BU 18].

## Sources